# Německé království
Německé království (latinsky Regnum Teutonicum či Teutonicorum, česky království Němců, také regnum Alamanie) byl středověký státní útvar existující pouze v rámci Svaté říše římské jako její jádro. Spolu s dalšími dvěma královstvími, italským a burgundským (arelatským) bylo ještě ve středověku chápáno jako jedno z tzv. tria regna, tj. tří království tvořících Říši. Postupem doby v důsledku fragmentace Svaté říše římské jí tvořilo čím dál tím formálněji. Německé království formálně a definitivně zaniklo v roce 1806 se zánikem Svaté říše římské.

## Titul krále
Termín rex teutonicorum (král Němců) byl poprvé použit za vlády papeže Řehoře VII. během boje o investituru na konci 11. století, pravděpodobně jako nástroj polemiky proti císaři Jindřichu IV. Ve 12. století, pro zdůraznění nadnárodního charakteru jejich vlády, císaři začali používat titul rex Romanorum (král Římanů).

## Vztah k Říši
Východofranská říše (Ostfrankenreich) vznikla na základě Verdunské smlouvy v roce 843 a vládla v ní dynastie Karlovců až do roku 911. Poté se královský titul získával volbou. Prvními voliteli (kurfiřty) byli vládci kmenových knížectví, kteří obyčejně volili krále ze svého středu. Po roce 962, kdy byl Ota I. Veliký korunován císařem, se království stalo základem Svaté říše římské, která zahrnovala také Italské království (po roce 951), České knížectví a později České království (po roce 1004) a Burgundské království (po roce 1032).

## Vévodství tvořící království

Německé království (zelené odstíny) v rámci Svaté říše římské na počátku 11. století

Na vzniku Německého království se vzájemně podílela stará kmenová vévodství, původně feudální území Východofranské říše, která vznikla v průběhu 9. století.
- Sasko (do 1296)
- Dolní Lotrinsko
- Horní Lotrinsko
- Franky (do 939)
- Švábsko (do 1268) neboli Alamannie (archaický název vévodství)
- Bavorsko

## Historie

### Proměna východofranské říše
V roce 843 byla franská říše rozdělena verdunskou smlouvou mezi vnuky Karla Velikého, což však nezabránilo dlouhodobým konfliktům mezi jednotlivými částmi říše. Východofranská říše, jíž obdržel jako svoji doménu Ludvík Němec, se na přelomu 9. a 10. století pozvolně proměnila v ryze německý celek tvořený ze starých kmenových vévodství původně Východofranské říše. Ovšem právě moc jednotlivých vévodů znamenal od počátku pro Německé království oslabující prvek, neboť zájmy jednotlivých kmenových vévodství bývaly nestejné až protichůdné. Pokus o zásah do pravomocí vévodů znamenalo pro krále Konráda I. vleklou válku s vévody, kdy na jeho straně zůstal pouze francký vévoda Eberhard, jeho bratr.

### Království Němců
Germánské kmeny byly definitivně sjednoceny na počátku 10. století za vlády Jindřicha I. Ptáčníka z otonské dynastie. Někdy z této doby zřejmě také pochází první zmínka o Regnum Teutonicorum („království Němců“).[zdroj⁠?!] Vedle původního franského dědictví se tak stále více drala do popředí vlastní německá identita těchto zemí.

### Vznik Svaté říše římské

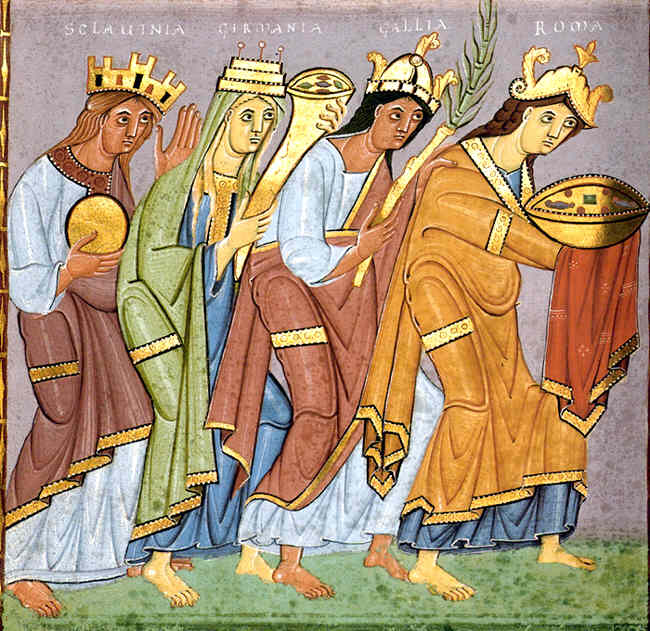
Personifikace čtyř zemí přinášejících dary Otovi I.: Roma (Itálie), Gallia (Francie), Germania (Německo) a Sclavinie (země Slovanů)

Během vlády Jindřichova syna, Oty I. Velikého, došlo k posílení královské moci povýšením biskupů do stavu říšských knížat (Reichsfürsten). V roce 951 se Ota oženil s ovdovělou italskou královnou Adelheid (zároveň dcera burgundského krále), čímž získal nárok na lombardskou korunu. Podařilo se mu také eliminovat vnější hrozby podrobením Slovanů, sídlících v oblasti mezi řekami Labem a Odrou (kteří se ale brzy opět osvobodili) a především vítězstvím nad nomádskými Maďary v bitvě na řece Lechu v roce 955. V roce 962 byl Ota I. korunován v Římě císařem a plně se tak ujal dědictví Karla Velikého. Tímto aktem byla fakticky založena Svatá říše římská.
Otův vnuk, Ota III., hodlal v rámci svého programu Renovatio imperii Romanorum vytvořit křesťanskou univerzalistickou říši s hlavním městem Římem, která by zaujímala nejen Německo, ale všechny křesťanské státy a jíž by vládli císař a papež ve vzájemné shodě. Ota ale zemřel dříve, než byl schopen svůj ambiciózní záměr uskutečnit. Jeho nástupci upustili od prosazování Otových myšlenek a koncentrovali se na vnitřní upevnění říše.
Po vymření Otonů (Liudolfingů) byl v roce 1024 zvolen králem Konrád II. ze sálské dynastie, jenž o několik let později získal pro říši Burgundsko. Jeho nástupce Jindřich III. si podrobil Čechy a Uhersko a prohlásil obě země za říšská léna.

### Tři království
V roce 1033 se stalo součástí Svaté říše římské právě Burgundské království. Od té doby tvořila Říši tria regna neboli tři království: Německé království, italské a burgundské (arelatské) království. Panovník, který byl řádně zvolen německým králem, měl samozřejmě nárok být korunován římským císařem (římsko-německým), ale také italským králem (železnou korunou Langobardů) a burgundským králem (arelatským).[zdroj⁠?!]
Posledním arelatským králem byl Karel IV., který roku 1378 daroval burgundské království francouzskému korunnímu princi Karlovi (budoucímu králi Karlu VI.). Tím bylo burgundské království připojeno k francouzskému a zaniklo.
V letech 1198 až 1378 (kdy bylo odděleno Burgundské království) tvořily Říši de facto království čtyři, a to: německé, italské, burgundské a české.[zdroj⁠?!]

### Rozpad a zánik Svaté říše římské

Znak krále římského (15. století)

Od 15. století se užíval rozšířený název Svatá říše římská národa německého (Sacrum Romanum imperium nationis Germanicae), avšak pouze pro části říše osídlené Němci.[zdroj⁠?!] Teprve od[zdroj⁠?!] 17. století sílily tendence chápat název Svatá říše římská národa německého jako označení celého teritoria říše, včetně například Itálie či Burgundska.
Od vestfálského míru (1648) bylo Italské království součástí římsko-německé říše pouze formálně. A to v podobě královského titulu italského krále, který byl udělován římsko-německým císařům. Existoval ještě úřad arci-kancléře pro Itálií, který zastával biskup z Kolína nad Rýnem. Posledním italským králem byl František II., který se titulu roku 1801 vzdal.[zdroj⁠?!]
Formálně Svatá říše římská zanikla v roce 1806 a s ní i Německé království, kdy se Lotrink František II. vzdal titulu římského císaře a místo něj začal na prvním místě užívat titulu císaře rakouského, jejž přijal již roku 1804.[zdroj⁠?!]